# Aston Martin AM3
Aston Martin AM3 – samochód sportowy klasy wyższej typu one-off wyprodukowany pod brytyjską marką Aston Martin w 1997 roku.

## Historia i opis modelu
W drugiej połowie lat 90. sułtan Brunei Hassanal Bolkiah był w szczycie rozwoju swojej wielotysięcznej kolekcji samochodów, wśród której znalazło się wiele pojazdów zbudowanych przez europejskich niszowych producentów. W 1996 roku również i brytyjski Aston Martin otrzymał zlecenie na skonstruowanie dwóch unikatowych konstrukcji, spośród których jednym z nich był model AM3. Luksusowo-sportowe coupe powstało na bazie modelu Vantage V600.
Projekt modelu AM3 był koordynowany we współpracy pomiędzy Aston Martinem a włoskim studiem projektowym Pininfarina. Do Turynu przekazany został szkielet i podwozie, które następnie były tam montowane. Za stylizację odpowiedzialna była też tamtejsza manufaktura - w ten sposób model AM3 wyróżnił ię awangardowymi, aerodynamicznymi liniami nadwozia z charakterystycznym, czarnym malowaniem przedniego szpica. Do napędu unikatowego Aston Martina wykorzystany został silnik V8 o pojemności 5,3 litra.

### Sprzedaż
Aston Martin AM3 był samochodem typu one-off zbudowanym na specjalne zamówienie Hassanala Bolkiah na potrzeby jego kilkutysięcznej kolekcji samochodów. Samochód kompleksowo sfotografowano tylko raz pod siedzibą Pininfariny, a istnienie samochodu udokumentowano pod koniec lat 90. w prasie anglojęzycznej w Wielkiej Brytanii i Stanach Zjednoczonych. Poza unikatowym drogowym egzemplarzem skonstruowanym i przekazanym do kolekcji monarchy Brunei powstała także miniaturowa replika w skali 1:43 wykonana przez malezyjską firmę Ban Seng Models.

### Silnik
- V8 5.3l